# Krumlovský mlýn
Krumlovský mlýn v Českém Krumlově v ulici Široká je vodní mlýn, který stojí v centru města na řece Vltavě. Je chráněn jako nemovitá kulturní památka České republiky.

## Historie
Mlýn roku 1347 zmiňuje Petr I. z Rožmberka ve své listině. Roku 1596 se Petr Vok z Rožmberka vzdal poddanského platu ve prospěch obce a mlýn se tímto stal městským; následovala velká přestavba v letech 1608–1611. K mlýnu patřil také jez.
Nyní je zde galerie a muzeum historických motocyklů.

## Popis
Dvorní průčelí k řece je jednoduché s pavlačí v úrovni patra. Fasáda byla po roce 2000 zrestaurována; z pozdně středověké výzdoby byla zachována nejzajímavější část na ustouplém východním průčelí, restaurované byly pozdně středověké detaily, koutová bosáž, vodní kolo a rožmberská růže nápisové destičky z roku 1548.
Voda na vodní kolo vedla od jezu. Mlýn je zcela bez technologie, dochovalo se jen vodní kolo na spodní vodu a Francisova turbína. V roce 1930 měl mlýn jednu Girardovu turbínu (spád 1,35 m, výkon 18,- HP; zaniklo). Ve mlýně je malá vodní elektrárna.